# Марія Казарес
Марія Казарес (фр. Maria Casarès; повне ім'я — Марія Віктóрія Касáрес Пéрес (ісп. María Victoria Casares Pérez); 21 листопада 1922, Ла-Корунья — 22 листопада 1996, Ла-Вернь) — французька акторка театру і кіно іспанського (галісійського) походження.

## Біографія
Марія-Вікторія Касарес Перес народилася в Ла-Корунья — приморському місті на північному заході Іспанії, в Галісії. Її батько — Сантьяго Касарес Кірога був міністром внутрішніх справ при Другій Республіці. У зв'язку з політичною кар'єрою батька сім'я переїхала до Мадрида, де Марія навчалася в el Instituto Escuela. 1936 року, коли вибухнула Громадянська війна в Іспанії, сім'я була змушена покинути країну і оселитися у Франції.
У Франції Марія Казарес пережила німецьку окупацію. Водночас вчилася в паризькій Консерваторії драматичного мистецтва і, закінчивши її, в 1942 поступила в театр «Матюрен» (Théatre des Maturins). За успішним дебютом у п'єсі Джона Сінга «Deirdre des Douleurs» надійшла пропозиція зіграти головну роль у п'єсі Альбера Камю «Непорозуміння». Співпраця з Камю переросло в ближчі стосунки, що тривали три роки. У зв'язку з цим її навіть називали «музою екзистенціалізму». Марія Казарес залишалася в дружніх відносинах з Камю аж до його загибелі в автокатастрофі в 1960.
З 1944 року Марія Казарес знімалася в кіно. Її першою роботою стала роль другого плану — Наталі в одному з культових фільмів французького кінематографа — «Діти Райка» Марселя Карне (1944). У наступному році Марія Казарес знялася у фільмі «Дами Булонського лісу» (режисер Робер Брессон). Її персонаж — світська дама Елен, яка за допомогою хитромудрої інтриги мстить коханцеві, який її залишив, являє Марію Казарес свого роду «генієм зла» в образі прекрасної жінки, саме ця роль викликала дискусію про характер її творчої індивідуальності і її «інфернальної краси».
Найвідомішою роллю Марії Казарес стала роль Принцеси (Смерті) у ще одному культовому фільмі — «Орфей» Жана Кокто (1950). Дуже складний, наскрізь пронизаний символікою фільм Кокто вимагав від актриси реалізації всього свого творчого потенціалу, і вона блискуче впоралася з цим завданням.
Після цієї ролі Марія Казарес лише зрідка знімалася в кіно, присвятивши себе головним чином театру. У 40-х роках вона виступала на сценах паризьких театрів «Ательє», «Ноктамбюль», «Маріньї»; крім Марти в «Непорозумінні» А. Камю, зіграла Вікторію в його ж п'єсі «Облога» (1948), Грушеньку в «Братах Карамазових» (1945), Жанетту в «Ромео і Жанетта» Ж. Ануя (1946).
У 1952 році Марія Казарес була прийнята в трупу театру «Комеді Франсез», де грала Перічолу в «Кареті святих дарів» П. Меріме. З 1954 року була актрисою Національного народного театру (TNP) Жана Вілара; грала, зокрема, леді Макбет в трагедії У. Шекспіра, Марію Тюдор в однойменній п'єсі В. Гюго, Леоніду в «Торжестві любові» П. Маріво, Федру в однойменній трагедії Ж. Расіна. З 1960 року виступала на сцені театру «Атеней», де зіграла, зокрема, Патрік Кемпбелл у п'єсі «Милий брехун» Д. Кілті.
Серед фільмів з її участю — «Макбет» (1959), «L'adieu nu» (1977), «Britannicus» (1977), «Blanche et Marie» (1984), «Читець» (1988) і «Someone Else's America» (1995).
У 1976, після смерті Франко, вона повернулася до Іспанії, де виконувала роль Горго в драмі «El adefesio» Рафаеля Альберті. Марія Казарес була номінована на премію «Сезар» у 1989. У 1980 вона видала книгу мемуарів «Résidente privilégiée».
Померла 22 листопада 1996, в наступну ніч після за її 74-річчя, у французькому містечку Ла Верн (Шаранта Приморська).

## Фільмографія
- 1945 — Діти райка / Les Enfants du paradis — Наталі
- 1945 — Дами Булонського лісу / Les Dames du Bois de Boulogne
- 1945 — Roger La Honte
- 1946 — Сьома двері
- 1946 — L'Amour Autour De La Maison
- 1946 — La Revanche De Roger La Honte
- 1948 — Пармська обитель / La Chartreuse De Parme — Сансеверина
- 1948 — Bagarres
- 1949 — L'Homme Qui Revient De Loin
- 1950 — Орфей
- 1951 — Тінь і світло
- 1960 — Заповіт Орфея
- 1974 — Флавія, мусульманська черниця
- 1975 — L'Adieu Nu
- 1980 — Irene Et Sa Folie
- 1985 — Blanche et Marie
- 1988 — Чтиця
- 1988 — De Sable et de Sang
- 1990 — Лицарі Круглого столу
- 1995 — Someone Else's America